# Rivetinula fraterna
Rivetinula fraterna är en bönsyrseart som beskrevs av Henri Saussure 1871. Rivetinula fraterna ingår i släktet Rivetinula och familjen Mantidae. Inga underarter finns listade i Catalogue of Life.